# Мидълсекс
Вижте пояснителната страница за други значения на Мидълсекс.
Мидълсекс (на английски: Middlesex) е историческо графство в Англия, съществувало до 1965 г. То съдържа в себе си политическия и икономически център Лондон, разположен на южната му граница и оказващ доминиращо влияние. Графството изпитва това влияние най-силно през 18-и и 19 век при разрастването на метрополията. При административните промени през 1965 г. по-голямата част от графството е придадена към Голям Лондон, а другите части – към прилежащите графства Хартфордшър и Съри. Въпреки това името Мидълсекс все още се използва, в частност като пощенски код до 1996 г.